# Loeb Classical Library
La Loeb Classical Library (en español: "Biblioteca Clásica Loeb") es una colección de clásicos griegos y latinos fundada en 1911 por el banquero estadounidense James Loeb (1867-1933) y ediciones Heinemann, y que actualmente publica la Harvard University Press. El propósito de este esfuerzo era hacer pública una edición bilingüe a disposición del público anglosajón (griego-inglés o latín-inglés), por un módico precio, gracias al tamaño reducido de sus obras. Hasta ese momento las ediciones de clásicos eran raras excepciones, ya fuera en inglés o en el idioma original.

## Historia de la colección
A pesar de una inversión inicial importante, Loeb tuvo algunas dificultades en convencer a un editor para que lo acompañara en su proyecto de 1911, hasta que finalmente William Heinemann estuvo de acuerdo. Antiguo estudiante de lenguas clásicas en la universidad de Harvard, Loeb pudo, por sus amistades, formar un comité científico compuesto por T. E. Paye, W. H. D. Rouse y Edward Capps. Además, Harvard aceptó patrocinar la edición. El primer año se publicaron veinte títulos, impresos en Gran Bretaña por ediciones McMillan, que anteriormente había rehusado participar en el proyecto. Desde entonces los libros se imprimieron simultáneamente a ambos lados del Atlántico. La universidad confió en 1911 a Harvard University Press el monopolio de la distribución de la colección en los Estados Unidos, y a Heinemann en Europa.
Loeb legó a su muerte en 1933, cuando la colección contaba con más de 200 títulos, 300.000 dólares para que se siguieran editando nuevos títulos. Este legado, gestionado por una asociación de la Universidad de Harvard, The Loeb Classical Library Foundation, sigue subvencionando la investigación filológica y la actualización del catálogo. Las dificultades financieras llegaron por primera vez en la Segunda Guerra Mundial, por las restricciones masivas de materias primas en Estados Unidos y Gran Bretaña. Después de la guerra, el descenso de ventas, y la jubilación o fallecimiento de los miembros del consejo de redacción paralizaron en gran medida la publicación de nuevos títulos. En 1973 el nuevo director comercial de Harvard University Press decidió revisar por completo el catálogo, la presentación de los volúmenes y la política de distribución, lo que salvó la colección. Una nueva amenaza se planteó en el proyecto cuando a finales de 1988, ediciones Heinemann resolvió retirarse para dedicarse exclusivamente a la publicación de libros de gestión.
Desde 1989, la colección es editada únicamente por Harvard University Press. Se formó un nuevo consejo de redacción compuesto por veinte miembros de la universidad y se establecieron nuevas prioridades para la actualización de la colección:
- Editar algunos autores nuevos.
- Reescribir las traducciones de la primera mitad del siglo XX, para adecuarse a la evolución de la lengua inglesa (por ejemplo, en el teatro de Eurípides).
- Revisar parcialmente el texto y las traducciones.
- Cambiar en los tipos usados para el texto griego.

## La colección hoy en día
Loeb Classical Library publicó el título número 500 de la colección en 2006. Esta es una de las colecciones bilingües más baratas, excepto en Italia, y no tiene rival en inglés. La mayor parte del texto inglés tuvo que ser revisado, porque el inglés decimonónico y de principios del siglo XX podía parecer algo ridículo a los alumnos. Por otra parte, los pasajes considerados obscenos fueron censurados con frecuencia mediante diversos métodos.